# Smokers in Airplanes
Smokers in Airplanes é o segundo álbum do artista brasileiro Esteban.

## Faixas
| N.º            | Título                             | Compositor(es)             | Duração |  |
| 1.             | "Red Light Sparkle"                | Rodrigo Tavares            | 6:22    |  |
| 2.             | "Overboard"                        | Tavares                    | 5:33    |  |
| 3.             | "Modern Love"                      | Tavares                    | 4:24    |  |
| 4.             | "Follow" (feat. Stephen Christian) | Tavares, Stephen Christian | 5:01    |  |
| Duração total: | Duração total:                     | Duração total:             | 21:20   |  |